# Леи (коммуна)
Леи (итал. Lei) — коммуна в Италии, располагается в регионе Сардиния, в провинции Нуоро.
Население составляет 601 человек (2008 г.), плотность населения составляет 32 чел./км². Занимает площадь 19 км². Почтовый индекс — 8010. Телефонный код — 0785.
Покровителем коммуны почитается святой апостол Пётр, празднование 25 апреля.

## Демография
Динамика населения:

## Администрация коммуны
- Официальный сайт: https://web.archive.org/web/20130725141450/http://www.comune.lei.nu.it/